# پیشرانه کمان خلاء
پیشرانه کمان خلاء (به انگلیسی: Vacuum Arc Thruster یا VTA) گونه ای از پیشرانه الکتریکی فضاپیما است. این پیشران از تخلیه بار الکتریکی کمان خلاء میان دو الکترود که بین آنها عایق شده‌است، برای تولید پیشرانش استفاده می‌کند. در این روش یک پلاسمای فلزی از نقاط کاتدی با اندازه‌هایی در حدود میکرومتر، تولید می‌شود، بنابراین در حالی که در پیشرانه پلاسمایی تکانشی، عایق به عنوان پیشرانه استفاده می‌شود، در VTA کاتد فلزی به عنوان پیشرانه مصرف می‌شود.

## همچنین ببینید
پیش‌رانه پلاسمایی تکانشی
کمان خلاء

## پیوندها به بیرون
- Schein, J.; Qi, N.; Binder, R.; Krishnan, M.; Ziemer, J. K.; Polk, J. E.; Anders, A. (February 2002). "Inductive energy storage driven vacuum arc thruster". Review of Scientific Instruments. 73 (2): 925–927. Bibcode:2002RScI...73..925S. doi:10.1063/1.1428784.
- Chowdhury, Satyajit; Kronhaus, Igal (19 June 2020). "Characterization of Vacuum Arc Thruster Performance in Weak Magnetic Nozzle". Aerospace. 7 (6): 82. doi:10.3390/aerospace7060082.